# Михару-гома
Михару-гома (яп. 三春駒) — японская игрушка; угловатые, ярко раскрашенные фигурки лошадей из дерева, которые традиционно изготавливаются в Михару.

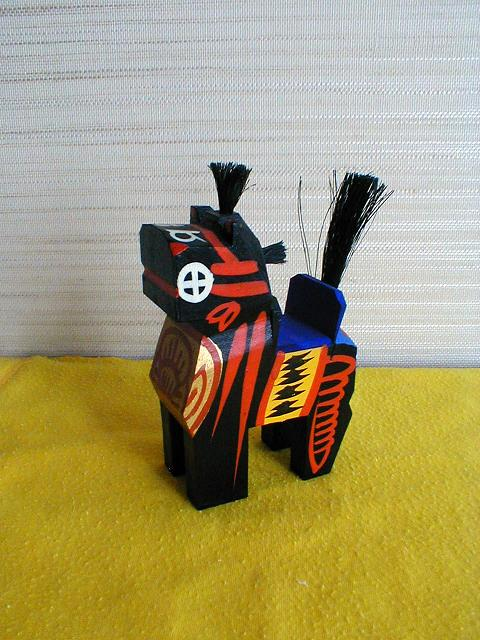
Михару-гома

Происхождение игрушки связано с легендой о полководце Саканоуэ-но Тамурамаро. По легенде он получил помощь от волшебной деревянной лошади, в другом варианте легенды — выиграл сражение из-за своевременного появления стада диких лошадей. Из-за того, что игрушки вырезают из обрезков от буддийских статуй, с михару-гома всегда были связаны суеверия. Обычно фигурки изготовляют из дерева, но иногда из соломы или даже бумаги. По народным поверьям они могут переносить послания к богам от имени просителей.
Михару-гома существуют в Японии уже около 1500 лет.